# 廷戈瑪麗亞

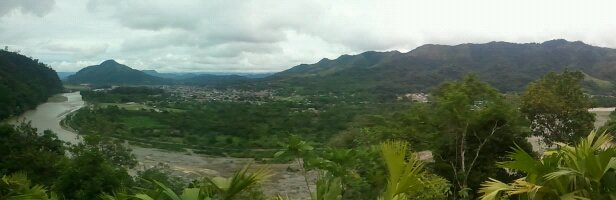

廷戈瑪麗亞是秘魯的城市，位於該國中北部，由瓦努科大區負責管轄，距離首都利馬532公里，始建於1936年10月15日，海拔高度649米，2007年人口70,742。
9°17′43″S 75°59′51″W / 9.29528°S 75.99750°W